# 요 진단 검사지
요 진단 검사지, 요 시험지(urine test strip) 또는 딥스틱(dipstick)은 표준 소변검사에서 환자 소변의 병적 변화를 확인하기 위한 기본 진단 도구이다.
| 백혈구       |  |
| 아질산염     |  |
| 유로빌리노겐 |  |
| 단백질       |  |
| pH           |  |
| 헤모글로빈   |  |
| 요비중       |  |
| 케톤         |  |
| 빌리루빈     |  |
| 포도당       |  |
|              |  |
|              |  |
|              |  |
|              |  |

표준 요 진단 검사지는 최대 10가지의 서로 다른 시약이 발린 패드가 붙어 있는 가늘고 얇은 플라스틱 판으로, 소변 표본에 담갔다가 빼면 화학 반응이 일어나 시약의 색이 변하기도 한다. 담그고 60~120초가 지나면 대개 결과를 판독 가능하지만, 특정 검사는 더 오랜 시간이 걸리기도 한다. 다양한 질병을 진단하기 위해 소변 검사의 첫 단계로 딥스틱을 자주 이용한다. 단백질, 포도당, 헤모글로빈(혈색소), 빌리루빈, 유로빌리노겐, 아세톤, 아질산염, 백혈구 등이 소변 내에 존재하는지 검출 가능하며, 소변 pH와 요비중 역시 판별할 수 있다. 또한 특정 병원체가 원인인 감염이 있는지도 검사 가능하다.
요 진단 검사지는 플라스틱이나 종이 따위로 만든 너비 약 5mm의 띠이다. 플라스틱 띠에는 여러 색을 내는 시약이 발린 패드가 붙어 있다. 종이 띠의 경우에는 시약을 직접 종이에 흡수시켜 만든다. 종이 띠는 pH 측정과 같이 단일 반응에만 특이적으로 사용하는 경우가 많지만, 플라스틱 띠로는 여러 검사를 동시에 시행할 수 있다는 장점이 있다.
표본의 검사 결과가 양성인지 음성인지만 판별하는 정성적 검사지, 혹은 양적 결과를 어느 정도 추정 가능한 반정량적 시험지 등 여러 가지 서로 다른 목적을 위해 만들어진 검사지가 존재한다. 후자의 경우 색깔 반응이 표본에서 검사 대상인 기질 농도와 대략 비례해서 일어나므로, 정량적 추정이 가능해진다. 검사 결과 판독은 제조사가 제공하는 색상 척도를 패드의 변화한 색상과 비교하면 되고, 추가적인 장비가 필요하지 않다. 반정량적 값은 1+, 2+, 3+, 4+ 같은 형식으로 주로 보고하지만, mg/dL 같은 단위로 수치를 작성할 수도 있다. 국제단위계를 채택한 검사지의 자동화 판독기도 이용 가능하다.